# Mykoła Melnyczenko
Mykoła Pawłowycz Melnyczenko, ukr. Микола Павлович Мельниченко, ros. Николай Павлович Мельниченко, Nikołaj Pawłowicz Mielniczienko (ur. 19??, Imperium Rosyjskie, zm. 19??, Ukraińska SRR) – ukraiński trener piłkarski.

## Kariera trenerska
Po zakończeniu II wojny światowej rozpoczął karierę piłkarską w Szkole Piłkarskiej Dynamo Kijów. Wśród jego wychowanków znany piłkarz i trener Anatolij Byszowiec. Od 1964 do 1965 prowadził Dnipro Krzemieńczuk.